# 小行星2616
小行星2616（2616 Lesya）是一颗围绕太阳公转的小行星。1970年8月28日，塔瑪拉·斯米爾諾娃在克里米亚发现了此天体。
該小行星以烏克蘭詩人列霞·烏克蘭卡命名。
这颗小行星的绝对星等为201.209320916072等。